# Jekatierina Koniewa
Jekatierina Siergiejewna Koniewa (ros. Екатерина Сергеевна Конева; ur. 25 września 1988) – rosyjska lekkoatletka, specjalizująca się w trójskoku.
Testy antydopingowe przeprowadzone 14 lutego 2007 podczas młodzieżowych mistrzostw Rosji wykazały stosowanie przez Koniewą niedozwolonych środków (testosteronu). Anulowano jej wyniki z tych zawodów oraz nałożono karę dwuletniej dyskwalifikacji (od 23 marca 2007 do 22 marca 2009). 
W 2011 i 2013 zwyciężyła w uniwersjadzie. Wicemistrzyni świata z Moskwy (2013). Na początku 2014 została halową mistrzynią świata, a kilka miesięcy później zdobyła srebro mistrzostw Europy w Zurychu.
Medalistka mistrzostw Rosji i reprezentantka kraju w drużynowych mistrzostwach Europy.

## Osiągnięcia
| Rok  | Impreza                                 | Miejsce    | Dyscyplina | Pozycja    | Wynik |
| ---- | --------------------------------------- | ---------- | ---------- | ---------- | ----- |
| 2011 | Uniwersjada                             | Shenzhen   | trójskok   | 1. miejsce | 14,25 |
| 2013 | Superliga drużynowych mistrzostw Europy | Gateshead  | trójskok   | 2. miejsce | 14,10 |
| 2013 | Uniwersjada                             | Kazań      | trójskok   | 1. miejsce | 14,82 |
| 2013 | Mistrzostwa świata                      | Moskwa     | trójskok   | 2. miejsce | 14,81 |
| 2014 | Halowe mistrzostwa świata               | Sopot      | trójskok   | 1. miejsce | 14,46 |
| 2014 | Mistrzostwa Europy                      | Zurych     | trójskok   | 2. miejsce | 14,69 |
| 2014 | Puchar interkontynentalny               | Marrakesz  | trójskok   | 2. miejsce | 14,47 |
| 2015 | Halowe mistrzostwa Europy               | Praga      | trójskok   | 1. miejsce | 14,69 |
| 2015 | Superliga drużynowych mistrzostw Europy | Czeboksary | trójskok   | 1. miejsce | 14,98 |
| 2015 | Uniwersjada                             | Gwangju    | trójskok   | 1. miejsce | 14,60 |
| 2015 | Mistrzostwa świata                      | Pekin      | trójskok   | 7. miejsce | 14,37 |
| 2015 | Światowe wojskowe igrzyska sportowe     | Mungyeong  | trójskok   | 1. miejsce | 14,28 |
| 2015 | Światowe wojskowe igrzyska sportowe     | Mungyeong  | skok w dal | 1. miejsce | 6,39  |

## Rekordy życiowe
- Trójskok (stadion) – 15,04 (30 maja 2015, Eugene)
- Trójskok (hala) – 14,81 (25 stycznia 2019, Moskwa)
- Skok w dal (stadion) – 6,70 (18 czerwca 2011, Briańsk)
- Skok w dal (hala) – 6,82 (1 lutego 2015, Moskwa)